# Seiko Hashimoto
Seiko Hashimoto (n. 5 octombrie 1964, Hayakita⁠(d), Prefectura Hokkaidō, Japonia) este o sportivă ce a reprezentat Japonia, medaliată olimpică. A participat la 4 ediții ale Jocurilor Olimpice (1988, 1992, 1994, 1996) în care a câștigat o medalie de bronz.